# Chapelle de Bethléem (Saint-Jean-de-Boiseau)
Pour les articles homonymes, voir Chapelle de Bethléem.
La chapelle de Bethléem est une chapelle vouée au culte catholique romain, située dans la commune française de Saint-Jean-de-Boiseau en Loire-Atlantique, au bord de la route départementale 58 menant au Pellerin.
Classée au titre des  monuments historiques en 1911, restaurée de 1993 à 1995, la chapelle présente des pinacles où certaines des chimères nouvellement créées sont issues de la culture cinématographique américaine et de l'animation japonaise.

## Histoire
L'origine sacrée du lieu vient de la présence d'une source, auprès de laquelle le druidisme crée une cérémonie à Beltane, afin de célébrer la fécondité. Au Moyen Âge, le christianisme assimile ce culte et y implante celui de Notre-Dame de Bethléem. Les sculptures présentes sur la baie ouest font cependant directement référence au culte druidique,.
La chapelle fait l’objet d’un classement au titre des monuments historiques depuis le 30 août 1911.

### Restauration des pinacles
Lors de la restauration de la chapelle de 1993 à 1995, se pose la question de replacer les pinacles disparus aux angles du bâtiment. Les seules sources disponibles, un dessin et une note de la Société archéologique et historique de Nantes et de Loire-Atlantique, datent du XIXe siècle et ne permettent pas d'en connaître les détails. L'architecte des bâtiments de France, Gwénolé Congard, fait alors appel au sculpteur Jean-Louis Boistel, afin de recréer ces pinacles, incluant les 28 chimères qui en ornent les angles.
Chaque chimère est une création, sur la base de la symbolique connue pour chaque pinacle. Jean-Louis Boistel reprend alors les codes de la mythologie, du christianisme, mais aussi de l'époque contemporaine pour recréer un programme iconographique complet et cohérent.
Les chimères sont les suivantes : 
- pinacle nord-ouest, dit de l'âme « l'Homme »[6] :
  - un sanglier (traque du spirituel),
  - un centaure (conflits entre instinct et raison),
  - Sainte Anne à l'ancre (fermeté, solidité, tranquillité, fidélité),
  - Adam ;
- l'archivolte, présentant l'arbre de vie[2] ;
- pinacle ouest, dit de l'âme « la Femme »[7] :
  - Ève,
  - une triade (Alma, Dahud et Malgwen),
  - une sirène (luxure),
  - un serpent (le fantasme et le mystère) ;
- pinacle sud-ouest, dit de l'inconscient[8] :
  - Goldorak (droiture, chevalier des temps modernes),
  - un Gremlin (mauvais monstre de l'homme),
  - Gizmo (bon monstre qu'est l'homme),
  - l'ironie (arrogance de l'homme) ;
- pinacle sud, dit de la sagesse[9] :
  - le fou (la poésie),
  - le druide (science, sagesse et force),
  - le Templier (gardien du Temple et des valeurs),
  - le maître d’œuvre (savoir et connaissance) ;
- pinacle sud-est, dit de la mémoire[10] :
  - l'ange de Saint Matthieu,
  - le taureau de Saint Luc,
  - l'aigle de Saint Jean,
  - le lion de Saint Marc ;
- pinacle nord-est, dit des origines[11] :
  - un écorché (la résurrection),
  - le vieillard (les âges de l'homme et l'éternité),
  - l'Ankou (la mort),
  - le léviathan (le néant absolu, celui qu'il ne faut pas réveiller), représenté sous les traits d'un Xénomorphe, issu du film Alien.

La proposition faite au conseil municipal de Saint-Jean-de-Boiseau ne remporte pas l'unanimité, mais le projet est validé par le soutien des jeunes de la commune. Les pinacles sont achevés en septembre 1995.
La chapelle fait l'objet d'une installation de Gino de Dominicis, D’Io, dans le cadre du festival Estuaire 2009.

## Architecture
La chapelle est composée d'un corps principal rectangulaire d'orientation est-ouest. L'archivolte à l'ouest représente l'arbre de vie. Au sud, côté route, est bâti un avant-corps.